# Don't Cry (蓮花の曲)
「Don't Cry」（ドントクライ）は、2016年3月9日にビーイングから発売された蓮花の2枚目のシングル。

## 解説
アニメ「薄桜鬼〜御伽草子〜」主題歌。
ジャケットは蓮花自ら、「自分の夢に対する決意の強さと、日々不安や葛藤が尽きない自分の心の弱さや揺らぎも歌詞の中に込めた」と語る「Don’t Cry」の楽曲世界そのままに、何もない砂漠に凛と立つ蓮花のビジュアルから、孤独の中にあっても、夢や目標に向かい、「泣かない!負けない!」という芯の通った力強さを感じさせるアートワークとなっている。

## 収録曲
全作詞：蓮花
1. Don't Cry
作曲・編曲：大西俊也
2. 夢ヒラリ
作曲：Hiya & Katsuma　編曲：池田大介
3. Melody of Memory
作曲：小内喜文　編曲：古井弘人